# Racconto di due città
Racconto di due città (A Tale of Two Cities) è un romanzo storico di Charles Dickens del 1859. Insieme a Barnaby Rudge è l'unico romanzo storico scritto da Dickens.
Il romanzo venne pubblicato sulla rivista All the Year Round in 31 puntate settimanali, la prima apparsa il 30 aprile 1859 e l'ultima il 26 novembre del medesimo anno.
Con una vendita globale di 200 milioni di copie, è il sesto libro più venduto di sempre. Nel 2003 la BBC ha condotto un sondaggio il cui scopo era quello di individuare il romanzo inglese più amato di tutti i tempi: il libro di Dickens si è classificato 63º.

## Trama
Il romanzo è ambientato a Parigi e Londra durante la Rivoluzione francese e negli anni del Regime del Terrore. In esso vengono rappresentati la sottomissione del proletariato francese all'oppressione dell'aristocrazia negli anni precedenti la rivoluzione, e la successiva brutalità dei rivoluzionari nei primi anni della rivoluzione.
Il romanzo segue attraverso questi eventi le vite di diversi protagonisti, in particolare Charles Darnay, un ex-aristocratico francese che diviene vittima di accuse indiscriminate durante la rivoluzione, e Sydney Carton, un avvocato inglese che cerca di redimere la propria vita per amore della moglie di Darnay, Lucie Manette, il cui padre venne ingiustamente imprigionato nella Bastiglia.

## Edizioni italiane
- Le due città, traduzione di Silvio Spaventa Filippi, Battistelli, 1923. - Collana Narratori Moderni, La Nuova Italia, Venezia, 1928 - Sonzogno, 1930 - Introduzione di Vanni De Simone, Newton Compton, 1994-2016.
- Le due città, traduzione di Lella Cocconi, Torino, ABC, 1933.
- Le due città. Romanzo della Rivoluzione Francese, traduzione di Mara Fabietti, prefazione di Ettore Fabietti, Milano, Barion, 1938.
- Le due città, traduzione di Giuseppina Maurier, Cavallotti, 1953 (edizione ridotta).
- Le due città, a cura di Italia Bernabò, Bologna, Malipiero, 1956-1969 (edizione ridotta).
- Le due città, traduzione di Beatrice Boffito Serra, BUR n.1505-1508, Milano, Rizzoli, 1959. Prefazione di Roberto Bertinetti, Collana I grandi romanzi, BUR, Milano, 2012 ISBN 978-88-17-05828-5.
- Le due città, traduzione di E. Giroldo Inglese, Collana I Classici n.38, Milano, Fabbri Editori, 1964-2001.
- Le due città, a cura di G. Maurier, Collana Best n.24, Torino, Dell'Albero, 1966 (edizione ridotta).
- Le due città, traduzione di M. Mezzadri, Aurora, 1936. Lucchi, 1968.
- Racconto di due città. Edizione integrale illustrata a colori (da Cesare Colombi), traduzione di Marina Emo Capodilista, Mondadori, 1987.
- Prefazione di Roberto Bertinetti, Collana I grandi romanzi, BUR, Milano, 2012 ISBN 978-88-17-05828-5.
- Una storia tra due città, traduzione e postfazione di Mario Domenichelli, Collana I classici classici, Milano, Frassinelli, 2000; con uno scritto di Stefan Zweig, Collana Oscar Classici, Mondadori, Milano, 2012 ISBN 978-88-04-61528-6.
- Le due città, Libri da leggere, 2013, ISBN 978-88-6811-097-0.

## Versioni cinematografiche
Il romanzo venne adattato per lo schermo numerose volte. La prima versione risale al 1907, in un cortometraggio prodotto dalla Selig Polyscope.
- A Tale of Two Cities - cortometraggio del 1907
- A Tale of Two Cities - cortometraggio del 1911 diretto da William Humphrey o Charles Kent
- Il marchese d'Evremonde - film del 1917 diretto da Frank Lloyd
- Le due città (A Tale of Two Cities) - film del 1935 diretto da Jack Conway
- Verso la città del terrore (A Tale of Two Cities) - film del 1958 diretto da Ralph Thomas
- Le due città (A Tale of Two Cities) - film del 1980 diretto da Jim Goddard

## Versioni teatrali
- A Tale of Two Cities - Musical del 2008 di Jill Santoriello

1. ↑  (EN) Stylist Team, The all-time most popular books in the world revealed, su Stylist, 9 dicembre 2014. URL consultato il 24 novembre 2021.
2. ↑  (EN) Charles Dickens inscribed book offered for £275,000 sale, in BBC News, 19 agosto 2014. URL consultato il 24 novembre 2021.
3. ↑   BBC - The Big Read - Top 100 Books, su bbc.co.uk. URL consultato il 24 novembre 2021.